# Heinrich von Schlieckmann
Heinrich Ferdinand Wilhelm Schlieckmann, seit 1834 von Schlieckmann (* 31. Oktober 1800 in Barby; † 3. Mai 1869 in Berlin) war ein preußischer Jurist und Kronsyndikus.

## Herkunft
Seine Eltern waren Johann Heinrich August Schlieckman  (3. Juli 1758; † 3. April 1850) und dessen Ehefrau Luise Amalie Katharina Troppaneger (* 29. Januar 1766; † 2. September 1837).

## Leben
Schlieckmann war promovierter Jurist und begann seine Laufbahn 1826 als Referent am Oberlandesgericht Magdeburg, später Justizrat am Stadt- und Landgericht Magdeburg. 1839 wurde er zum Direktor des Kreisgericht Querfurt berufen, 1843 zum Oberlandesgerichtsrat des Oberlandesgericht in Stettin. 1845 wechselte er als Vizepräsident an das Oberlandesgericht Naumburg, wo er bis 1854 blieb. Dann ging er als Erster Präsident an das Appellationsgericht Breslau, 1857 als Vizepräsident des Obertribunals. 1862 zum Wirklicher Geheimer Oberjustizrat ernannt, wurde Schlieckmann 1864 von König Wilhelm I. aus Allerhöchstem Vertrauen ins Preußische Herrenhaus berufen und zum Kronsyndikus bestellt. Schlieckmann gehörte bis zu seinem Tod 1869 dem Herrenhaus an.

## Familie
Er heiratete am 31. Oktober 1826, in Güsten (Anhalt) die Freiin Rosa Johanna Luise Friederike von Braunbehrens (* 25. Juni 1802; † 1830). Das Paar hatte zwei Töchter:
- Marie Luise Rosa (1. Oktober 1827; † 20. November 1909) ⚭ 7. Oktober 1849 Anton Ferdinand von Krosigk (* 10. September 1820 † 25. Dezember 1892), Herr auf Gröna, Landrat[1]
- Rosa Anna Lina Clotilde (* 20. Januar 1830; † 26. November 1914) ⚭ 1850 Otto von Vietinghoff genannt Scheel (* 15. Juli 1817; † 17. März 1875), königlich preußische Appellationsgerichtsrat

Nach dem Tod seiner ersten Frau heiratete Schlieckmann am 30. September 1834 die Freiin Kolthilde von Mannteufel (* 1. September 1807 in Lübben; † 31. Mai 1854), Tochter von Hans Carl Erdmann von Manteuffel. Das Paar hatte mehrere Kinder:
- Albrecht Heinrich Carl (* 28. August 1835; † 15. Mai 1891) ⚭ 1863 Freiin Anna Maria Eugenie von Saurma (* 2. Dezember 1837; † 6. Mai 1918)[2]
- Klotilde Isabella Magarethe (* 15. Januar 1842)
- Hertha Isabelle Luise (* 3. September 1844; † 8. Oktober 1909) ⚭ 1869 Hendrik Jacob Baron van der Heim-Duivendyke (* 19. Januar 1824; † 13. Februar 1890), niederländischer Finanzminister
- Konrad Heinrich Hans (* 6. August 1859; † 17. November 1879), preußischer Leutnant, gefallen bei Burgersfort (Transvaal) als Kommandant der Buren[3]

Nach dem Tod seiner zweiten Frau heiratete Schlieckmann am 17. September 1859 deren Schwester Isabella von Manteuffel (* 7. Juni 1811; † 13. Dezember 1892).